# Appel mint puur
Appel mint puur is een lied van de Nederlandse rapformatie Broederliefde. Het werd in 2023 als single uitgebracht.

## Achtergrond
Appel mint puur is geschreven door Javiensley Dams, Emerson Akachar, Jerzy Miquel Rocha Livramento en Delano Ruitenbach en geproduceerd door Jimmy Huru. Het is een nummer dat past in het genre nederhop. In het lied rappen de artiesten over hoe hun levens zijn, waarin ze ontspannen in shishalounges en ze in contact komen met criminele activiteiten op straat. De rappers brachten een deel van het lied ten gehore bij hun 101Barz-Zomersessie in 2015. De single werd uitgebracht als onderdeel van een project waarbij meerdere niet eerder uitgebrachte demo's van de groep toch op single werden gezet. Op de B-kant van de single waren verschillende versies van het lied te vinden, namelijk een versnelde, een vertraagde en een instrumentale versie.

## Hitnoteringen
De artiesten hadden succes met het lied in de hitlijsten van Nederland. Het piekte op de derde plaats van de Nederlandse Single Top 100 en stond negen weken in deze hitlijst. Er was geen notering in de Nederlandse Top 40; het kwam hier tot de eerste positie van de Tipparade. Op 22 maart 2024 bereikte het nummer na een periode van dertien weken de nummer één positie in de XChart Top 30, de hitlijst van radiozender NPO FunX gericht op urban muziek.